# امیرحسین جهانبگلو
امیرحسین جهانبگلو (۲۵ بهمن ۱۳۰۲ در تهران – ۲۰ خرداد ۱۳۷۰، تهران) پژوهشگر ایرانی حوزهٔ فلسفه، اقتصاد و تاریخ بود. او همچنین پدر رامین جهانبگلو، استاد شناخته شدهٔ ایرانی در فلسفه و علوم سیاسی بود.

## زندگی
امیرحسین جهانبگلو از دبیرستان شرف فارغ‌التحصیل شد. ابتدا در وزارت دارایی مشغول به کار شد و ده سال بعد از دانشکده حقوق دانشگاه تهران فارغ‌التحصیل گردید و چهار سال بعد از آن برای ادامه تحصیل به فرانسه رفت. در سال ۱۳۲۸ از دانشگاه سربن پاریس، لیسانس فلسفه و منطق دریافت کرد و سه سال بعد با درجه دکترای اقتصاد از همین دانشگاه به تهران بازگشت و در همان وزارت دارایی کارش را از سر گرفت. امیرحسین جهانبگلو بعد از آن، سمت‌های مختلفی را در ادارات و وزارت‌خانه‌های گوناگون به‌عهده داشت، از آن جمله وزارت دارایی، شرکت نفت، سازمان اوپک، شرکت گاز و غیره. او بیشتر عمر خود را از سال ۱۳۵۰ به تدریس در دانشگاه تهران پرداخت. علی نصیریان می‌گوید به توصیه جلال آل احمد و امیرحسین جهانبگلو، وارد فعالیت در حوزه تئاتر ایرانی شد. جهانبگلو در ابتدای دهه بیست به همراه جلال آل احمد، محفلی را پایه گذاشت که انجمن اصلاح نام گرفت و سال ۱۳۲۳ به حزب توده ایران پیوست.